# Yves Urbain (homme politique)
Pour les articles homonymes, voir Yves Urbain et Urbain.
Yves Joseph Julien Henri Arille Urbain (né à Quaregnon, le 22 février 1914 ; mort à Louvain, le 21 mai 1971) est un homme politique belge, membre du Parti social-chrétien.